# Франкенштайн (Пфальц)
Франкенштайн (нем. Frankenstein) — община в Германии, в земле Рейнланд-Пфальц.
Входит в состав района Кайзерслаутерн. Подчиняется управлению Хокспайер. Население составляет 994 человека (на 31 декабря 2010 года). Занимает площадь 13,82 км².

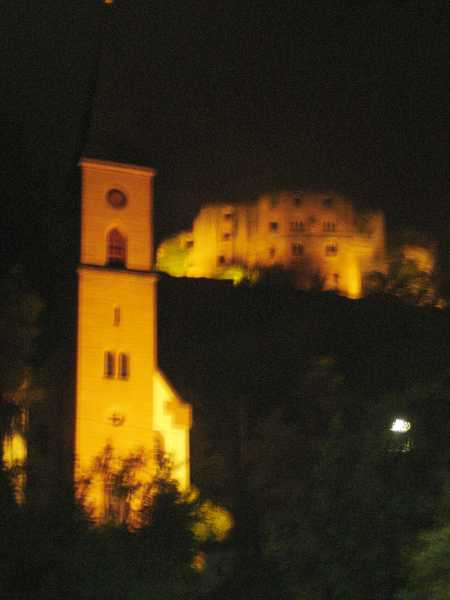
Франкенштайн (Пфальц)